# 教会拉丁语
教會拉丁語（拉丁語：Latina ecclesiastica）是天主教會活動所用的說教式拉丁語。作為為了用傳統語言傳教而發展起來的晚期拉丁語、武加大聖經的編著語言，並用於傳教及教廷彌撒等宗教活動而頗具宗教色彩。如同阿奎那的神學大全及教宗若望·保祿二世的聖諭信仰與理性（Fides et Ratio）所用語言般，它經過人工改造而具有簡化的語法與詞彙。其風格也多有出入，在古代晚期及中世紀早期多取決於教徒或作者，而在當代行文佔了主導地位。另外，在語音方面，它大多採用意大利語的拼讀規則，而並不襲承仿古式發音。綜上，它與古典拉丁語有着較大的差異。

## 外部連結

### 拉丁語及天主教會
- Pope John XXIII. . Adoremus: Society for the Renewal of the Sacred Liturgy. 1962, 1999  [2014-02-20]. （原始内容存档于2014-06-01）.  (in Latin here （页面存档备份，存于）)
- . Michael Martin.   [2014-02-20]. （原始内容存档于2014-02-23）.